# Eternal Kingdom
Eternal Kingdom jest piątym studyjnym albumem szwedzkiego postmetalowego zespołu Cult of Luna. Został wydany 16 czerwca nakładem Earache Records, tak jak poprzednie trzy albumy. Nagrania odbyły się na przełomie 2007 i 2008 roku w Tonteknik Studios w Umeå, skąd pochodzi zespół. 10 maja 2008 roku album wyciekł do internetu.

## Brzmienie
Nowy album ma być cięższy w brzmieniu od swoich dwóch poprzedników, co sugeruje zwrot ku początkowemu stylowi zespołu. Johannes Persson, gitarzysta i wokalista grupy Cult of Luna określił nowy album słowami: "W chwili gdy zamknęły się za nami drzwi studia i weszliśmy na nieznane muzyczne wody, jedno jest pewne - to, co z tego wyjdzie, powstanie z bólu i przemocy".

## Koncepcja albumu
Inspiracją dla tytułu i ogólnej koncepcji albumu było znalezienie przez członków zespołu pamiętnika Holgera Nilssona na terenie opuszczonego szpitala dla psychicznie chorych w Umeå. Autor pamiętnika był skazany za zabójstwo żony przez utopienie, następnie został umieszczony w klinice. Tytuł jego dziennika w tłumaczeniu angielskim brzmi "Tales from the Eternal Kingdom", zaś jego treść wyraźnie wskazuje na chorobę psychiczną autora. W pamiętniku, Nilsson obwiniał za zabójstwo swojej żony fikcyjną postać Ugína. W dzienniku wykreował całkowicie wyimaginowany świat, w którym żyły uosobione hybrydy ludzi-sów czy też ludzi-drzew, a wszystko to złożyło się na fantastyczną historię mającą wyjaśnić, dlaczego Nilsson był niewinny morderstwa.
Również okładka albumu jest powiązana z jego koncepcją opartą na zapiskach dziennika. Johannes Persson mówi o niej: "Pomysł na okładkę został zaczerpnięty ze starego drzeworytu, i jest zdecydowanie właściwy dla podkreślenia i wzmocnienia surowości Eternal Kingdom. Postać - sowi król na środku jest idealnym zobrazowaniem tego, jak ta płyta będzie brzmieć".

## Lista utworów
Opracowano na podstawie materiału źródłowego.
| Nr  | Tytuł utworu           | Długość |
| --- | ---------------------- | ------- |
| 1.  | „Owlwood”              | 7:40    |
| 2.  | „Eternal Kingdom”      | 6:41    |
| 3.  | „Ghost Trail”          | 11:50   |
| 4.  | „The Lure (interlude)” | 2:34    |
| 5.  | „Mire Deep”            | 5:11    |
| 6.  | „The Great Migration”  | 6:32    |
| 7.  | „Österbotten”          | 2:20    |
| 8.  | „Curse”                | 6:31    |
| 9.  | „Ugín”                 | 2:44    |
| 10. | „Following Betulas”    | 8:56    |
|     |                        | 1:00:59 |